# Trichodonia schoutedeni
Trichodonia schoutedeni – gatunek chrząszcza z rodziny kusakowatych i podrodziny Aleocharinae.
Gatunek ten został opisany w 1929 roku przez Maxa Bernhauera, który jako miejsce typowe wskazał Moto. W 1982 roku D. Kirsten i H. R. Jacobson dokonali jego redeskrypcji.
Owad myrmekofilny, związany z mrówkami Dorylus (Anomma) wilverthi i D. (A.) sjoestedti.
Chrząszcz afrotropikalny, znany z Demokratycznej Republiki Konga, Kamerunu, Ghany, Angoli i Gwinei Równikowej.